# Johannes Gosselck
Johannes Rudolf Friedrich Gosselck (* 6. Juli 1881 in Stresendorf bei Parchim; † 6. Oktober 1948 in Rostock) war ein deutscher  Heimatforscher und niederdeutscher Schriftsteller.

## Leben
Johannes Gosselck war das älteste von zehn Kindern des Lehrers Hugo Gosselck. Er wuchs in der Nähe Parchims und später bei Gadebusch auf und besuchte ab 1897 das Präparandum am Lehrerseminar Neukloster. Von 1900 bis 1901 war er als Schulassistent einer Dorfschule tätig, bevor er bis 1903 das Lehrerseminar in Neukloster besuchte. Nach der Militärzeit als Einjährig-Freiwilliger wurde er 1904 Lehrer in Steffenshagen bei Kröpelin. 1905 wechselte er nach Rostock, wo er an der Friedrich-Franz-Mädchenschule und später am Realgymnasium als Lehrer für Biologie und Heimatkunde wirkte, aber auch an der Gewerbeschule unterrichtete. Er war bis 1948 im Schuldienst tätig, nur von 1914 bis 1918 unterbrochen durch den Kriegsdienst im Ersten Weltkrieg.
1932 gehörte Gosselck zu den Gründern des Heimatmuseums Warnemünde, als dessen Leiter er ehrenamtlich von 1932 bis zur kriegsbedingten Schließung fungierte. 1945 war er Wiederbegründer und bis 1946 erneut der Leiter. 
Gosselck war um 1906 Vorstandsmitglied und zugleich Leiter der Arbeitsgruppe Flurnamensammlung sowie Technische Kulturdenkmale im Heimatbund Mecklenburg.  
Er war 1912 Vorstandsmitglied und von 1922 bis 1927 Vorsitzender des Plattdeutschen Landesverbandes Meckelborg. Weiterhin war er Vorsitzender der 1928 an der Universität Rostock gegründeten Mecklenburgischen Volksliedkommission und Leiter des Mecklenburgischen Volksliedarchivs sowie Leiter der Ortsgruppe Rostock des Reichsverbandes für Vogelschutz. Ab 1926 war er für viele Jahre Mitarbeiter an dem von Richard Wossidlo und Hermann Teuchert angelegten Mecklenburgischen Wörterbuch, er schrieb für die Mecklenburgische Schulzeitung und den Vagel-Grip-Kalender, der bei Adlers Erben in Rostock ab 1760 herausgegeben wurde. Zahlreiche seiner Artikel wurden in den Mecklenburgischen Monatsheften veröffentlicht.
Nach dem Ende des Zweiten Weltkrieges war er ab 1945 Mitglied in der Landesleitung des u. a. von Johannes R. Becher gegründeten „Kulturbundes zur demokratischen Erneuerung Deutschlands“ und an dessen Aufbau in Rostock maßgebend beteiligt. Ab 1947 war er des Weiteren der Kreisnaturschutzbeauftragte und Beauftragter für Volkstumspflege und Heimatschutz der Stadt Rostock.

## Werke (Auswahl)
- Was mein einst war. Niederdeutsche Heimatbilder, Bahn, Schwerin 1911
- Mecklenburger Realienbuch, 1914
- Erdkunde für mecklenburgische Schulen, 1914
- Geschichte für mecklenburgische Schulen, 1914
- Bürgerkunde für die Großherzogtümer Mecklenburg-Schwerin und Mecklenburg-Strelitz, 1914
- Fibel, 1918
- Atlas zur Heimatkunde von Rostock, 3. Aufl., 1920
- Rostocker Fibel. Erstes Lesebuch für Rostocker Kinder, 1922; Nachauflagen unter dem Titel Heini und Lene, 14. Aufl., 1942
- Das Rostocker Wanderbuch, 1925
- Wanderbuch. Südost-Mecklenburg und die Oberen Seen, 1931
- Unsere mecklenburgischen Flurnamen, 1938
- Pfingstmarkt, 1926
- Vom singenden Mecklenburger, 1929
- Das Drehorgellied auf seiner Wanderung durch Mecklenburg, 1930
- Glaserleben, wie es sich in Handwerksliedern und Sprüchen des 18. Jahrhunderts widerspiegelt, 1930
- Volkstum und Volkssprache in Mecklenburg, 1931
- Austköst in Olldörp, 1932
- Deutsches Bauerntum, 1934
- Vertellers ut de Grabowsch Gegend, 1934
- Aus dem Tagebuch eines ehemaligen Dorfschülers, 1939, in Mecklenburgische Monatshefte.[3]

Herausgeber
- mit Richard Wossidlo: Bökerie von’n Plattdütschen Landsverband Meckelborg, 1923–1925
- mit Friedrich Siems: Volkslieder aus beiden Mecklenburg mit Bildern und Weisen. (= Band 20 von Landschaftliche Volkslieder), Hinstorff, Rostock 1933